# Narrosse
Narrosse est une commune du Sud-Ouest de la France, située dans le département des Landes (région Nouvelle-Aquitaine).

## Géographie

### Localisation
Narrosse est une commune du département des Landes située à la sortie Ouest de Dax, en direction d’Orthez.
Porte occidentale de la Chalosse, elle s’étend sur les contreforts d’un plateau bordé au nord par d’anciennes zones de marais et au sud par les rives du Luy.
Bien que restant encore fortement marquée par son caractère rural, Narrosse fait partie de la communauté d’agglomération du Grand Dax dont elle était en 2007, avec 2 946 habitants (Narrossais), la 3e commune par la population après Dax et Saint-Paul-lès-Dax.

### Communes limitrophes
Les communes limitrophes sont Candresse, Dax, Saint-Pandelon, Saugnac-et-Cambran et Yzosse.
|                | Yzosse   | Candresse          |
| Dax            | Narrosse |                    |
| Saint-Pandelon |          | Saugnac-et-Cambran |

### Climat
Pour des articles plus généraux, voir Climat de la Nouvelle-Aquitaine et Climat des Landes.
Historiquement, la commune est exposée à un climat océanique aquitain.  
En 2020, Météo-France publie une typologie des climats de la France métropolitaine dans laquelle la commune est exposée à un climat océanique et est dans la région climatique  Littoral charentais et aquitain, caractérisée par une pluviométrie élevée en automne et en hiver, un bon ensoleillement, des hiver doux (6,5 °C), soumis à la brise de mer.
Pour la période 1971-2000, la température annuelle moyenne est de 13,6 °C, avec une amplitude thermique annuelle de 13,8 °C. Le cumul annuel moyen de précipitations est de 1 240 mm, avec 12,3 jours de précipitations en janvier et 7,8 jours en juillet. Pour la période 1991-2020, la température moyenne annuelle observée sur la station météorologique la plus proche, située sur la commune de Dax à 4 km à vol d'oiseau, est de 14,5 °C et le cumul annuel moyen de précipitations est de 1 155,2 mm,. Pour l'avenir, les paramètres climatiques de la commune estimés pour 2050 selon différents scénarios d’émission de gaz à effet de serre sont consultables sur un site dédié publié par Météo-France en novembre 2022.

## Urbanisme

### Typologie
Au 1er janvier 2024, Narrosse est catégorisée ceinture urbaine, selon la nouvelle grille communale de densité à sept niveaux définie par l'Insee en 2022.
Elle appartient à l'unité urbaine de Dax, une agglomération intra-départementale regroupant treize  communes, dont elle est une commune de la banlieue,,. Par ailleurs la commune fait partie de l'aire d'attraction de Dax, dont elle est une commune de la couronne,. Cette aire, qui regroupe 60 communes, est catégorisée dans les aires de 50 000 à moins de 200 000 habitants,.

### Occupation des sols

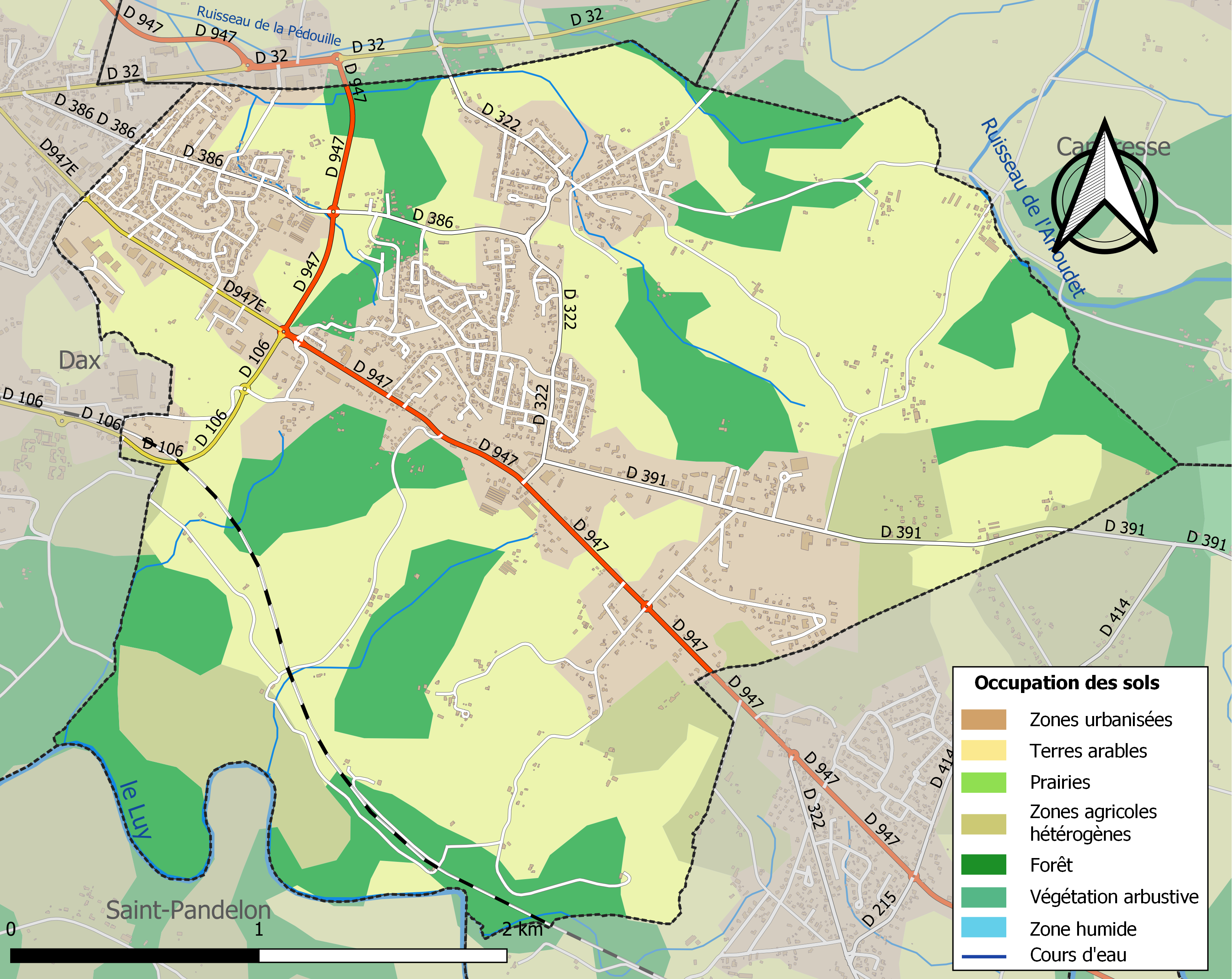
Carte des infrastructures et de l'occupation des sols de la commune en 2018 (CLC).

L'occupation des sols de la commune, telle qu'elle ressort de la base de données européenne d’occupation biophysique des sols Corine Land Cover (CLC), est marquée par l'importance des territoires agricoles (51,1 % en 2018), en diminution par rapport à 1990 (54,8 %). La répartition détaillée en 2018 est la suivante : terres arables (42 %), zones urbanisées (26,5 %), forêts (22,4 %), zones agricoles hétérogènes (9,1 %). L'évolution de l’occupation des sols de la commune et de ses infrastructures peut être observée sur les différentes représentations cartographiques du territoire : la carte de Cassini (XVIIIe siècle), la carte d'état-major (1820-1866) et les cartes ou photos aériennes de l'IGN pour la période actuelle (1950 à aujourd'hui).

### Risques majeurs
Le territoire de la commune de Narrosse est vulnérable à différents aléas naturels : météorologiques (tempête, orage, neige, grand froid, canicule ou sécheresse), inondations, mouvements de terrains et séisme (sismicité faible). Il est également exposé à un risque technologique,  le transport de matières dangereuses. Un site publié par le BRGM permet d'évaluer simplement et rapidement les risques d'un bien localisé soit par son adresse soit par le numéro de sa parcelle.

#### Risques naturels
La commune fait partie du territoire à risques importants d'inondation (TRI) de Dax, regroupant 13 communes concernées par un risque de débordement de l'Adour et du Luy, un des 18 TRI qui ont été arrêtés fin 2012 sur le bassin Adour-Garonne. Les événements significatifs antérieurs à 2014 sont les crues de l'Adour de 1770, 1879, 1952, 1981 et 2014. La crue du 6 avril 1770 est la plus forte crue enregistrée. La crue de février 1952 constitue quant à elle la crue de référence sur de nombreux secteurs du bassin de l’Adour. Des cartes des surfaces inondables ont été établies pour trois scénarios : fréquent (crue de temps de retour de 10 ans à 30 ans), moyen (temps de retour de 100 ans à 300 ans) et extrême (temps de retour de l'ordre de 1 000 ans, qui met en défaut tout système de protection). La commune a été reconnue en état de catastrophe naturelle au titre des dommages causés par les inondations et coulées de boue survenues en 1988, 1999, 2009, 2014 et 2020 et au titre des inondations par remontée de nappe en 2020,.
Les mouvements de terrains susceptibles de se produire sur la commune sont des affaissements et effondrements liés aux cavités souterraines (hors mines) et des tassements différentiels. Par ailleurs, afin de mieux appréhender le risque d’affaissement de terrain, un inventaire national permet de localiser les éventuelles cavités souterraines sur la commune.

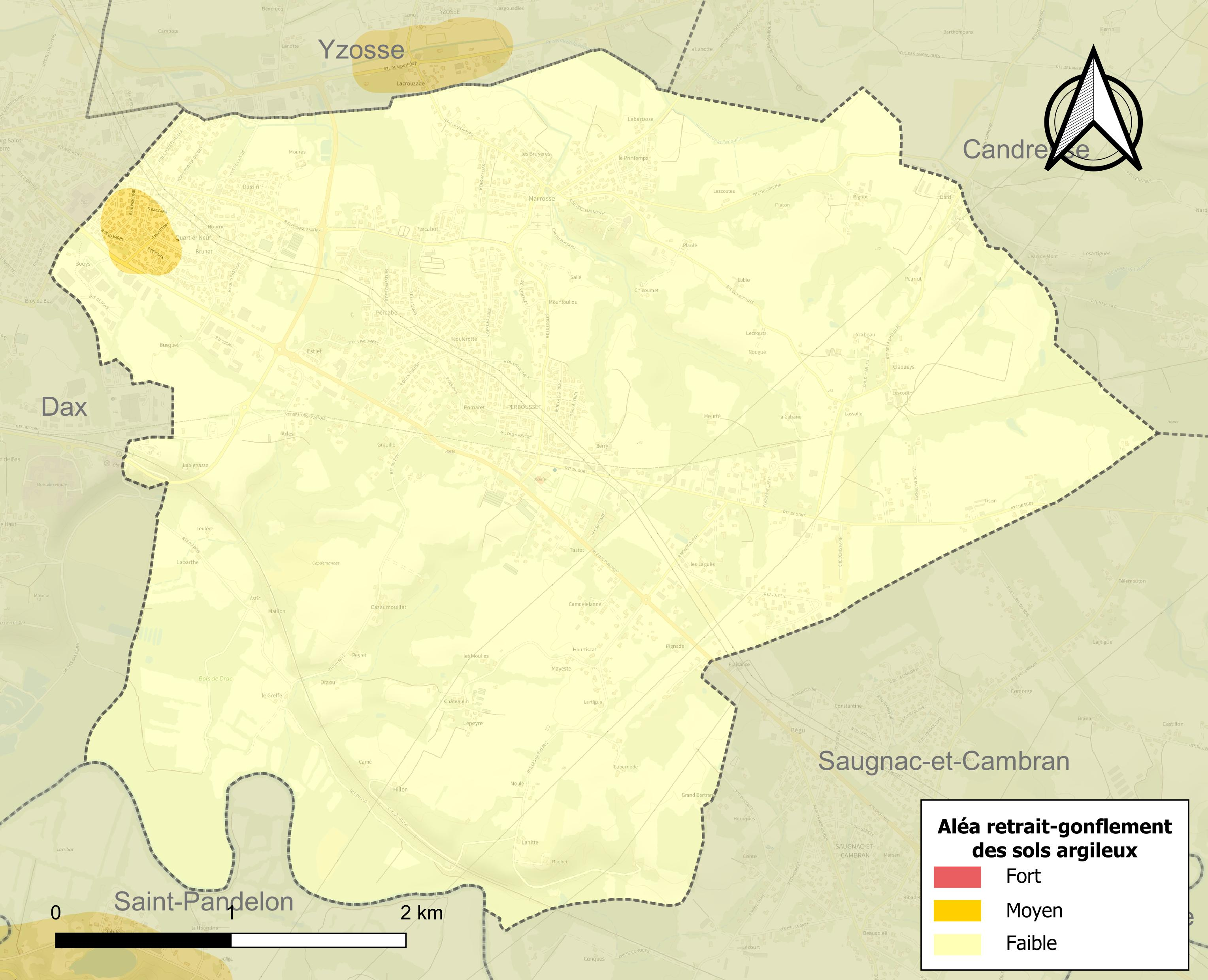
Carte des zones d'aléa retrait-gonflement des sols argileux de Narrosse.

Le retrait-gonflement des sols argileux est susceptible d'engendrer des dommages importants aux bâtiments en cas d’alternance de périodes de sécheresse et de pluie. 0,9 % de la superficie communale est en aléa moyen ou fort (19,2 % au niveau départemental et 48,5 % au niveau national). Sur les 1 354 bâtiments dénombrés sur la commune en 2019,  99 sont en aléa moyen ou fort, soit 7 %, à comparer aux 17 % au niveau départemental et 54 % au niveau national. Une cartographie de l'exposition du territoire national au retrait gonflement des sols argileux est disponible sur le site du BRGM,.
Concernant les mouvements de terrains, la commune a été reconnue en état de catastrophe naturelle au titre des dommages causés par la sécheresse en 2002 et par des mouvements de terrain en 1999.

#### Risques technologiques
Le risque de transport de matières dangereuses sur la commune est lié à sa traversée par une ou des infrastructures routières ou ferroviaires importantes ou la présence d'une canalisation de transport d'hydrocarbures. Un accident se produisant sur de telles infrastructures est susceptible d’avoir des effets graves sur les biens, les personnes ou l'environnement, selon la nature du matériau transporté. Des dispositions d’urbanisme peuvent être préconisées en conséquence.

## Histoire
Le nom de la commune de Narrosse apparaît dans le Liber Rubeus (Livre Rouge) de la cathédrale de Dax, datant de la fin du XIe siècle, et la paroisse se nommait alors Sanctus Stephanus de Bedoiosse.
Dans le cahier de doléances de 1789, le nom Bedoiosse avait évolué en Bédiosse.

## Politique et administration

### Liste des maires
| Période                                  | Période              | Identité                   | Étiquette | Qualité                                            |
| ---------------------------------------- | -------------------- | -------------------------- | --------- | -------------------------------------------------- |
| Les données manquantes sont à compléter. |                      |                            |           |                                                    |
| 1878                                     | 1892                 | Joseph Camiade             |           |                                                    |
| 1892                                     | 1898                 | Henri de Mesmay            |           |                                                    |
| 1898                                     | 1929                 | François Mora              |           |                                                    |
| 1929                                     | 1962                 | Étienne de Mesmay          |           |                                                    |
| 1962                                     | mars 1965            | M. Loustalot               |           |                                                    |
| mars 1965                                | octobre 1994 (décès) | Raoul Lagraula (1923-1994) | PS        | Exploitant agricole                                |
| octobre 1994                             | mars 2008            | Jean-Claude Labernède      | DVD       | Maire honoraire                                    |
| mars 2008                                | mars 2014            | Jean-Claude Lacrouzade     | DVD       | Ingénieur                                          |
| mars 2014                                | janvier 2025         | Gérard Le Bail             | PS        | Prestataire en dispositifs médicaux Démissionnaire |
| janvier 2025                             | En cours             | Bérengère Sabourault       | PS        | Nutritionniste, ancienne première adjointe         |

## Démographie
L'évolution du nombre d'habitants est connue à travers les recensements de la population effectués dans la commune depuis 1793. Pour les communes de moins de 10 000 habitants, une enquête de recensement portant sur toute la population est réalisée tous les cinq ans, les populations de référence des années intermédiaires étant quant à elles estimées par interpolation ou extrapolation. Pour la commune, le premier recensement exhaustif entrant dans le cadre du nouveau dispositif a été réalisé en 2006.

En 2022, la commune comptait 3 331 habitants, en évolution de +4,39 % par rapport à 2016 (Landes : +5,78 %, France hors Mayotte : +2,11 %).
| 1793 | 1800 | 1806 | 1821 | 1831 | 1836 | 1841 | 1846 | 1851 |
| ---- | ---- | ---- | ---- | ---- | ---- | ---- | ---- | ---- |
| 517  | 528  | 507  | 561  | 620  | 631  | 621  | 670  | 686  |

| 1856 | 1861 | 1866 | 1872 | 1876 | 1881 | 1886 | 1891 | 1896 |
| ---- | ---- | ---- | ---- | ---- | ---- | ---- | ---- | ---- |
| 730  | 715  | 736  | 722  | 780  | 827  | 801  | 755  | 723  |

| 1901 | 1906 | 1911 | 1921 | 1926 | 1931 | 1936 | 1946 | 1954 |
| ---- | ---- | ---- | ---- | ---- | ---- | ---- | ---- | ---- |
| 743  | 774  | 761  | 723  | 724  | 802  | 852  | 780  | 771  |

| 1962 | 1968 | 1975  | 1982  | 1990  | 1999  | 2006  | 2011  | 2016  |
| ---- | ---- | ----- | ----- | ----- | ----- | ----- | ----- | ----- |
| 849  | 932  | 1 220 | 1 607 | 2 204 | 2 539 | 2 761 | 3 083 | 3 191 |

| 2021  | 2022  | - | - | - | - | - | - | - |
| ----- | ----- | - | - | - | - | - | - | - |
| 3 295 | 3 331 | - | - | - | - | - | - | - |

## Lieux et monuments
- L'église Saint-Étienne de Narrosse est considérée comme datant du XIe siècle. Comme vestige de son origine romane, on notera l'abside semi-circulaire percée de trois petites fenêtres décentrées. À l’extérieur, l’arc supérieur de la fenêtre centrale est décoré de trois voussures, ornées respectivement de trois besants, cinq besants et cinq molettes (étoiles creuses) à six rais.
- Une statue monumentale de 6,70 mètres de hauteur à l'effigie de la gloire locale André Darrigade, champion cycliste, est inaugurée le 12 juillet 2017 en honneur de sa victoire au championnat du monde 1959.

## Personnalités liées à la commune
- Jean-Claude Barran, député

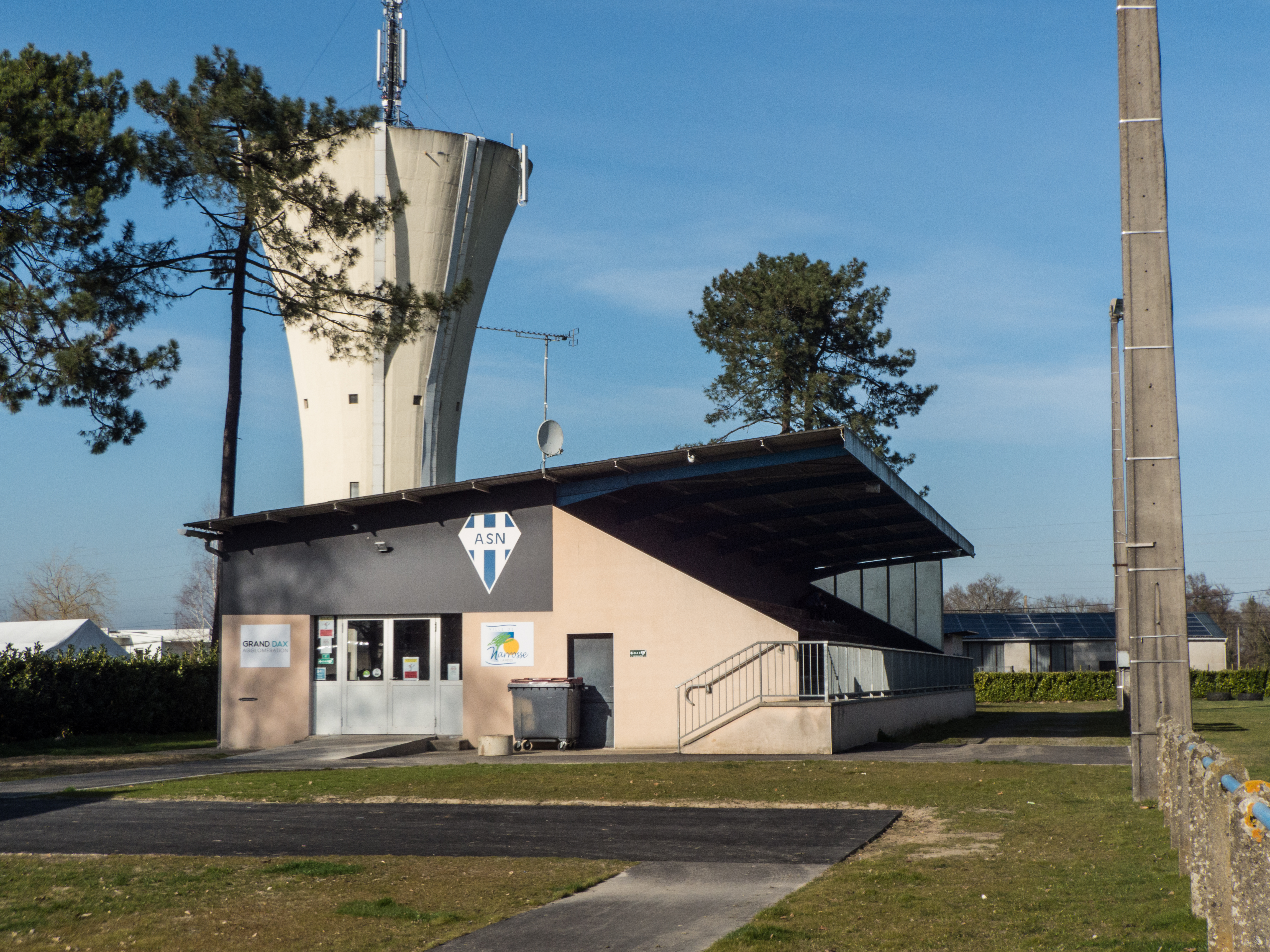
Le stade municipal de rugby porte le nom de Raoul Lagraula, ancien maire de la ville.

- André Darrigade, né à Narrosse en 1929, est un cycliste professionnel de 1951 à 1966. Il est champion de France en 1955 et champion du monde en 1959. Il termine 13 Tours de France sur 14 disputés y enlevant 22 étapes dont cinq fois la première, ramenant deux maillots verts à Paris et portant 19 fois du maillot jaune. Considéré comme l'un des meilleurs sprinteurs de l'histoire du cyclisme, il remporte aussi le Tour de Lombardie en 1956 et compte plus de 150 victoires en carrière.